# Dittmarit
Dittmarit ist ein sehr selten vorkommendes Mineral aus der Mineralklasse der „Phosphate, Arsenate und Vanadate“. Es kristallisiert im orthorhombischen Kristallsystem mit der Zusammensetzung NH4Mg[PO4]·H2O, ist also chemisch gesehen ein wasserhaltiges Ammoniummagnesiumphosphat.
Dittmarit bildet nur kleine, farblose und durchsichtige Kristalle mit glasglänzenden Oberflächen aus.

## Etymologie und Geschichte
Erstmals entdeckt wurde Dittmarit in der als „Skipton Caves“ bekannten Lava Höhle nahe Skipton im australischen Verwaltungsgebiet Corangamite Shire (Victoria) und beschrieben 1887 durch MacIvor, der das Mineral nach dem deutsch-britischen Chemiker Wilhelm Dittmar benannte.

## Klassifikation
In der veralteten 8. Auflage der Mineralsystematik nach Strunz gehörte der Dittmarit zur Mineralklasse der „Phosphate, Arsenate, Vanadate“ und dort zur Abteilung „Wasserhaltige Phosphate, Arsenate und Vanadate ohne fremde Anionen“, wo er gemeinsam mit Chudobait, Hannayit, Schertelit, Stercorit und Taranakit in der „Hannayit-Chudobait-Gruppe“ mit der Systemnummer VII/C.14 steht.
In der zuletzt 2018 überarbeiteten Lapis-Systematik nach Stefan Weiß, die formal auf der alten Systematik von Karl Hugo Strunz in der 8. Auflage basiert, erhielt das Mineral die System- und Mineralnummer VII/C.23-020. Dies entspricht der Klasse der „Phosphate, Arsenate und Vanadate“ und dort der Abteilung „Wasserhaltige Phosphate, ohne fremde Anionen“, wo Dittmarit zusammen mit Hannayit, Mundrabillait, Niahit, Schertelit, Stercorit, Struvit, Struvit-(K) und Swaknoit eine unbenannte Gruppe mit der Systemnummer VII/C.23 bildet.
Die von der International Mineralogical Association (IMA) zuletzt 2009 aktualisierte 9. Auflage der Strunz’schen Mineralsystematik ordnet den Dittmarit in die Klasse der „Phosphate, Arsenate und Vanadate“ und dort in die Abteilung „Phosphate usw. ohne zusätzliche Anionen; mit H2O“ ein. Hier ist das Mineral in der Unterabteilung „Mit großen und mittelgroßen Kationen; RO4 : H2O < 1 : 1“ zu finden, wo es zusammen mit Niahit die „Dittmaritgruppe“ mit der Systemnummer 8.CH.20 bildet.
In der vorwiegend im englischen Sprachraum gebräuchlichen Systematik der Minerale nach Dana hat Dittmarit die System- und Mineralnummer 40.01.02.01. Das entspricht der Klasse der „Phosphate, Arsenate und Vanadate“ und dort der Abteilung „Wasserhaltige Phosphate etc.“. Hier findet er sich innerhalb der Unterabteilung „Wasserhaltige Phosphate etc., mit A2+B2+(XO4) × x(H2O)“ in einer unbenannten Gruppe mit der Systemnummer 40.01.02, in der auch Niahit eingeordnet ist.

## Bildung und Fundorte
Dittmarit bildet sich in trockenem Fledermausguano und findet sich entsprechend in von Fledermäusen bewohnten Höhlen. Als Begleitminerale treten unter anderem Arcanit, Hannayit, Mundrabillait, Newberyit, Schertelit, Swaknoit und Struvit auf.
Außer an seiner Typlokalität „Skipton Caves“ in Victoria, Australien, konnte das Mineral bisher (Stand: 2012) nur noch in der Gcwihaba-Höhle bei Maun in Botswana, bei Punta Patache etwa 8 km südlich von Puerto Patillos und 65 km südlich von Iquique in Chile und in der Arnhem-Höhle bei Windhoek in Namibia nachgewiesen werden.

## Kristallstruktur
Dittmarit kristallisiert orthorhombisch in der Raumgruppe Pmn21 (Raumgruppen-Nr. 31) mit den Gitterparametern a = 5,61 Å; b = 8,76 Å und c = 4,79 Å sowie 2 Formeleinheiten pro Elementarzelle.